# Lustjärnen (Älvdalens socken, Dalarna, 679192-137092)
Lustjärnen är en sjö i Älvdalens kommun i Dalarna och ingår i Dalälvens huvudavrinningsområde.